# Müstair
Müstair, qui s'appelait officiellement Münster jusqu'en 1943, est une ancienne commune suisse du canton des Grisons, située dans la région d'Engiadina Bassa/Val Müstair. Elle a fusionné le 1er janvier 2009 avec Fuldera, Lü, Santa Maria Val Müstair, Tschierv et Valchava pour former la commune de Val Müstair. Son ancien numéro OFS est le 3843.
Elle est contiguë au Vinschgau qui appartient à l'Italie et se trouve de l'autre côté de la frontière dans le Tyrol du Sud. Müstair est surtout connue par les bâtiments de l'abbaye bénédictine Saint-Jean avec des traces remarquables de l'époque carolingienne, et qui appartient au Patrimoine de l’Humanité de l'UNESCO.

Vue aérienne par Werner Friedli (de) (1954).
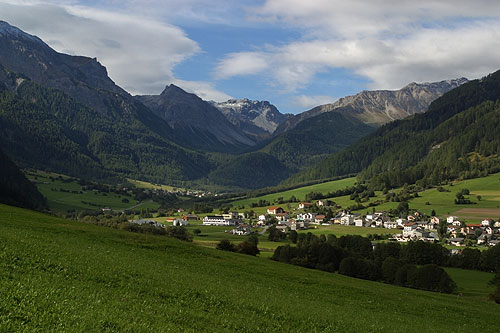
Village de Müstair.
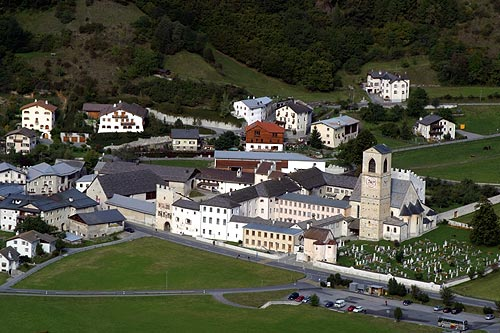
Le cloître Saint-Jean.